# 489 هـ
489 هـ هي سنة في التقويم الهجري امتدت مقابلةً في التقويم الميلادي بين سنتي 1096 و1096.

## أحداث
- 23 شعبان - انطلاق حملة الفقراء التي سبقت الحملة الصليبية الأولى.

## مواليد
- الحسن بن صافي
- المقتفي لأمر الله
- ابن شهرآشوب المازندراني

## وفيات
- القاسم الشهرزوري
- القاسم بن الفضل الثقفي

- أبو المظفر السمعاني